# Giulianova Calcio 2005-2006
Questa pagina raccoglie le informazioni riguardanti il Giulianova Calcio nelle competizioni ufficiali della stagione 2005-2006.

## Rosa
| N. |                   | Ruolo | Calciatore          |
| -- | ----------------- | ----- | ------------------- |
|    | Italia (bandiera) | A     | Mirco Antenucci     |
|    | Italia (bandiera) | D     | Tonino Bizzarri     |
|    | Italia (bandiera) | A     | Gianni Califano     |
|    | Italia (bandiera) | D     | Raffaele Capone     |
|    | Italia (bandiera) | C     | Pasquale Catalano   |
|    | Italia (bandiera) | C     | Gianluca Cherubini  |
|    | Italia (bandiera) | C     | Emiliano Corsi      |
|    | Italia (bandiera) | C     | Marco Croce         |
|    | Italia (bandiera) | D     | Angelo Danotti      |
|    | Italia (bandiera) | C     | Pietro De Giorgio   |
|    | Italia (bandiera) | C     | Federico Del Grosso |
|    | Italia (bandiera) | C     | Simone Felci        |
|    | Italia (bandiera) | A     | Giuseppe Genchi     |
|    | Italia (bandiera) | D     | Marco Iampieri      |

| N. |                   | Ruolo | Calciatore         |
| -- | ----------------- | ----- | ------------------ |
|    | Italia (bandiera) | D     | Gabriele Ippoliti  |
|    | Italia (bandiera) | P     | Andrea Ivaldi      |
|    | Italia (bandiera) | D     | Fabrizio Latini    |
|    | Italia (bandiera) | A     | Massimiliano Memmo |
|    | Italia (bandiera) | A     | Antonio Morello    |
|    | Italia (bandiera) | D     | Stefano Olivieri   |
|    | Italia (bandiera) | C     | Ottavio Palladini  |
|    | Italia (bandiera) | D     | Simone Piva        |
|    | Italia (bandiera) | C     | Gianpaolo Ruggieri |
|    | Italia (bandiera) | C     | Daniele Scartozzi  |
|    | Italia (bandiera) | D     | Andrea Servi       |
|    | Italia (bandiera) | D     | Luigi Stillo       |
|    | Italia (bandiera) | P     | Stefano Visi       |

## Risultati

### Campionato

#### Girone di andata
| 27 agosto 2005 1ª giornata | Giulianova | 0 – 0 | Ravenna |  |

| 4 settembre 2005 2ª giornata | Padova | 1 – 1 | Giulianova |  |

| 10 settembre 2005 3ª giornata | Pizzighettone | 1 – 2 | Giulianova |  |

| 18 settembre 2005 4ª giornata | Giulianova | 3 – 1 | Pro Patria |  |

| 23 settembre 2005 5ª giornata | Spezia | 1 – 0 | Giulianova |  |

| 2 ottobre 2005 6ª giornata | Giulianova | 2 – 1 | Pro Sesto |  |

| 8 ottobre 2005 7ª giornata | Cittadella | 1 – 0 | Giulianova |  |

| 16 ottobre 2005 8ª giornata | Giulianova | 1 – 1 | Fermana |  |

| 22 ottobre 2005 9ª giornata | Giulianova | 0 – 0 | San Marino |  |

| 4 novembre 2005 10ª giornata | Genoa | 2 – 0 | Giulianova |  |

| 11 novembre 2005 11ª giornata | Giulianova | 4 – 2 | Salernitana |  |

| 18 novembre 2005 12ª giornata | Teramo | 1 – 1 | Giulianova |  |

| 27 novembre 2005 13ª giornata | Giulianova | 1 – 1 | Pavia |  |

| 4 dicembre 2005 14ª giornata | Novara | 3 – 0 | Giulianova |  |

| 10 dicembre 2005 15ª giornata | Giulianova | 0 – 0 | Lumezzane |  |

| 18 dicembre 2005 16ª giornata | Sambenedettese | 0 – 0 | Giulianova |  |

| 21 dicembre 2005 17ª giornata | Giulianova | 1 – 1 | Monza |  |

#### Girone di ritorno
| 8 gennaio 2006 18ª giornata | Ravenna | 1 – 0 | Giulianova |  |

| 14 gennaio 2006 19ª giornata | Giulianova | 1 – 0 | Padova |  |

| 20 gennaio 2006 20ª giornata | Giulianova | 2 – 0 | Pizzighettone |  |

| 29 gennaio 2006 21ª giornata | Pro Patria | 1 – 1 | Giulianova |  |

| 5 febbraio 2006 22ª giornata | Giulianova | 2 – 2 | Spezia |  |

| 18 febbraio 2006 23ª giornata | Pro Sesto | 2 – 1 | Giulianova |  |

| 26 febbraio 2006 24ª giornata | Giulianova | 0 – 2 | Cittadella |  |

| 3 marzo 2006 25ª giornata | Fermana | 0 – 1 | Giulianova |  |

| 10 marzo 2006 26ª giornata | San Marino | 1 – 0 | Giulianova |  |

| 18 marzo 2006 27ª giornata | Giulianova | 0 – 0 | Genoa |  |

| 26 marzo 2006 28ª giornata | Salernitana | 1 – 0 | Giulianova |  |

| 1 aprile 2006 29ª giornata | Giulianova | 0 – 0 | Teramo |  |

| 9 aprile 2006 30ª giornata | Pavia | 2 – 3 | Giulianova |  |

| 13 aprile 2006 31ª giornata | Giulianova | 2 – 0 | Novara |  |

| 23 aprile 2006 32ª giornata | Lumezzane | 2 – 1 | Giulianova |  |

| 1 maggio 2006 33ª giornata | Giulianova | 2 – 0 | Sambenedettese |  |

| 7 maggio 2006 34ª giornata | Monza | 2 – 1 | Giulianova |  |

### Coppa Italia Serie C

#### Fase eliminatoria a gironi
| 17 agosto 2005 1ª giornata - Girone G | Giulianova | 2 – 0 | Chieti |  |

| 21 agosto 2005 2ª giornata - Girone G | Pro Vasto | 1 – 0 | Giulianova |  |

| 31 agosto, ore 2005 4ª giornata - Girone G | Giulianova | 4 – 1 | Melfi |  |

| 7 settembre 2005 5ª giornata - Girone G | Foggia | 5 – 0 | Giulianova |  |

#### Qualificazione per i sedicesimi di finale
| 12 ottobre 2005 Andata | Giulianova | 1 – 1 | Teramo |  |

| 19 ottobre 2005 Ritorno | Teramo | 2 – 0 | Giulianova |  |

## Giovanili

### Piazzamenti
- Berretti Nazionali:
  - Campionato: Vince il campionato.